# Lista över hundraser efter ursprungsland
Detta är en lista över hundraser efter ursprungsland, enligt den internationella kennelfederationen Fédération Cynologique Internationale (FCI). Ursprungslandet avgörs av att det är det landets rasklubb som har ansvar för den rasstandard som alla FCI-anslutna kennelklubbar följer.
Observera att förteckningen nedan i möjligaste mån återger rasnamnen med den officiella svenska stavningen som tillämpas av SKK, annars enligt ursprungslandets stavning anpassad till det latinska alfabetet och svensk transkribering. De listade raserna är erkända av FCI, NKU, AKC, UKC, KC, CKC eller av nationella kennelklubbar anslutna till FCI eller fristående nationella kennelklubbar, eller har artiklar på svenskspråkiga Wikipedia. Vissa internationella, ursprungliga eller populära namn anges som alternativ.

## Afrika

### Centralafrika
- Basenji (även Storbritannien)

### Egypten
- Ermenti

### Madagaskar
- Coton de tuléar (även Frankrike)

### Mali
- Azawakh (även Frankrike)

### Marocko
- Aidi (Chien de Montagne de l'Atlas)
- Sloughi

### Sydafrika
- Africanis
- Boerboel
- Rhodesian ridgeback (även Zimbabwe)
- South African Mastiff

## Asien

### Afghanistan
- Afganskaja aborigennaja borzaja (Bakhmull)
- Afghanhund (även Storbritannien)

### Israel
- Canaan dog

### Indien
- Bohli kutta
- Caravan Hound; Mudhol, Pashmi
- Chippiparai
- Combai
- Rajapalayam
- Ramanadhapuram mandai
- Rampur Hound

### Indonesien
- Anjing kintamani-bali (Kintamani-bali-hund)
- Borneohund (Dajakhund, Ibanhund, även Malaysia
- Nya Guineas sjungande hund (även Papua Nya Guinea och USA)

### Japan
- Akita (Akita inu)
- Hokkaido (Ainu)
- Japanese chin
- Japansk spets
- Kai (Kai ken)
- Karafuto ken
- Kishu
- Nihon teria (Japansk terrier)
- Shiba
- Shikoku
- Taiwan dog (även Taiwan)
- Tosa (Tosa inu)

### Kazakstan
- Kazakh tazy

### Kina
- Chinese crested dog (Kinesisk nakenhund; även Storbritannien); hairless och powder puff
- Chóngqìng quǎn
- Chow chow (även Storbritannien)
- Chuandong lièquǎn
- Kunming langgou (Kunmingvarghund)
- Laizhou hong
- Pekingese (även Storbritannien)
- Shar pei
- Tang gou
- Xiǎn (Xigou, Xiquan)

#### Tibet
- Lhasa apso (även Storbritannien)
- Shih tzu (även Storbritannien)
- Tibetansk mastiff (Do-Khyi)
- Tibetansk spaniel (Jemtse apso; även Storbritannien)
- Tibetansk terrier (Dhokhi apso;  även Storbritannien)

### Kirgizistan
- Taigan[1]

### Malaysia
- Borneohund (Dajakhund, Ibanhund, även Indonesien)

### Mellanöstern
- Saluki

### Sydkorea
- Korea jindo dog
- Sapsali

### Taiwan
- Taiwan dog (även Japan)

### Thailand
- Thai bangkaew dog
- Thai ridgeback dog

### Turkiet
- Akbash
- Anatolian Shepherd Dog (avlas endast av The Kennel Club, KC och American Kennel Club, AKC)
- Kangal çoban köpeği (Anatolisk herdehund / Karabash)
- Zerdeva

### Vietnam
- Chó Bắc Hà
- Chó hmông cộc đuôi
- Chó lài
- Chó Phú Quôc (Phu Quoc ridgeback)

## Europa

### Armenien
- Gampr

### Belgien
- Belgisk vallhund; groenendael, laekenois, malinois och tervueren
- Bichon frisé (även Frankrike)
- Blodhund (Engelsk blodhund)
- Bouvier des ardennes
- Bouvier des flandres
- Griffon belge
- Griffon bruxellois
- Mâtin Belge
- Papillon (även Frankrike)
- Petit brabancon
- Phalène (även Frankrike)
- Schipperke

### Bosnien och Hercegovina
- Bosanski ostrodlaki gonic-barak
- Tornjak (även Kroatien)

### Bulgarien
- Balgarski barak (Bulgarisk strävhårig stövare)
- Balgarsko gontje (Bulgarisk stövare)
- Balgarsko ovtjarsko kutje (Karakatjan, Bulgarisk bergshund)

### Danmark
- Broholmer
- Dansk spids
- Dansk-svensk gårdshund (även Sverige)
- Gammel dansk hönsehund
- Grönlandshund (även Grönland)

### Estland
- Estnisk stövare (Eesti hagijas)

### Finland
- Finsk lapphund
- Finsk spets
- Finsk stövare
- Karelsk björnhund
- Lapsk vallhund

### Frankrike
- Anglo-français de petite vénerie
- Ariégeois
- Azawakh (även Mali)
- Barbet (Fransk vattenhund)
- Basset artésien normand
- Basset bleu de gascogne
- Basset fauve de bretagne
- Beauceron (Berger de Beauce)
- Beagle-harrier
- Berger de Crau
- Berger des pyrénées (Pyreneisk vallhund); à poil long och à face rase
- Berger picard (Picardy)
- Bichon frisé (även Belgien)
- Billy
- Braque d'auvergne
- Braque de l’ariège
- Braque du bourbonnais
- Braque dupuy
- Braque français; type gascogne och type pyrénées
- Braque saint-germain
- Breton (Épagneul Breton)
- Briard (Berger de Brie)
- Briquet de provence
- Briquet griffon vendéen
- Bruno Saint Hubert français
- Chien d’artois
- Chien gris de Saint Louis (utdöd)
- Chien pluricolore à poil frisé (avskaffad), se Pudel och Multi-Colored Poodle
- Coton de tuléar (även Madagaskar)
- Cursinu (Chien Corse)
- Dogue de bordeaux (Bordeauxdogg)
- Épagneul bleu de picardie
- Épagneul de pont-audemer
- Épagneul de saint usuge
- Épagneul français
- Épagneul picard
- Français blanc et noir
- Français blanc et orange
- Français tricolore
- Fransk bulldogg
- Gascon saintongeois, grand och petit
- Grand anglo-français blanc et noir
- Grand anglo-français blanc et orange
- Grand anglo-français tricolore
- Grand basset griffon vendéen
- Grand bleu de gascogne
- Grand griffon vendéen
- Griffon à poil laineux (Griffon Boulet)
- Griffon bleu de gascogne
- Griffon d'arret à poil dur (korthals)
- Griffon fauve de bretagne
- Griffon nivernais
- Löwchen (Bichon petit chien lion)
- Papillon (även Belgien)
- Petit basset griffon vendéen
- Petit bleu de gascogne
- Phalène (även Belgien)
- Poitevin
- Porcelaine
- Pudel; stor-, mellan-, dvärg- och toy-
- Pyrenéerhund

### Georgien
- Kartuli nagazi

### Grekland
- Hellinikos ichnilatis
- Hellinikos poimenikos (Grekisk herdehund)
- Kokoni
- Kritikos lagonikos
- Leiko helliniko tsopanoskilo (Vit grekisk herdehund)
- Molossos tis Ipeiro (Epirusmoloss)

### Irland
- Irish glen of imaal terrier
- Irish softcoated wheaten terrier
- Irländsk röd och vit setter
- Irländsk röd setter
- Irländsk terrier
- Irländsk varghund
- Irländsk vattenspaniel
- Kerry Beagle
- Kerry blue terrier

### Island
- Isländsk fårhund

### Italien
- Bergamasco
- Bolognese
- Bracco italiano (Italiensk pointer)
- Cane corso
- Cirneco dell'etna
- Italiensk vinthund
- Lagotto romagnolo
- Lupo italiano
- Malteser (egentligen centrala medelhavsregionen)
- Maremmano abruzzese (Maremma)
- Mastino napoletano (Neapolitansk mastiff)
- Mastino siciliano (Cane di maarra)
- Segugio dell'Appennino
- Segugio italiano, släthårig och strävhårig
- Segugio maremmano, korthårig och strävhårig
- Spino degli Iblei
- Spinone
- Volpino italiano

### Kosovo
- Deltari ilir

### Kroatien
- Dalmatiner
- Hrvatski ovcar
- Istarski gonic (Istrisk stövare); korthårig och strävhårig
- Mali medimurski pas (Medi)
- Posavski gonic
- Tornjak (även Bosnien och Hercegovina)

### Litauen
- Lietuviu skalikas (Litauisk stövare)

### Malta
- Faraohund (även Storbritannien)

### Montenegro
- Crnogorski planinski gonic

### Nederländerna
- Drentsche patrijshond
- Hollandse herdershond  (Holländsk vallhund); korthårig, långhårig och strävhårig
- Hollandse smoushond
- Nederlandse kooikerhondje
- Nederlandse schapendoes
- Saarloos wolfhond
- Schapendoes, se Nederlandse schapendoes
- Stabijhoun
- Wetterhoun (Frisisk vattenhund)

### Nordmakedonien
- Sarplaninac (Jugoslovenski Ovcarski Pas, även Serbien)

### Norge
- Dunkerstövare
- Haldenstövare
- Hygenstövare (Hygenhund)
- Norsk buhund
- Norsk lundehund
- Norsk älghund, grå (Gråhund)
- Norsk älghund, svart

### Polen
- Chart polski
- Gonczy polski
- Ogar polski
- Polski owczarek nizinny
- Polski owczarek podhalanski
- Polski spaniel mysliwski (polsk jaktspaniel)

### Portugal
- Barbado da Terceira
- Cão da serra da estrela
- Cão da serra de aires
- Cão de castro laboreiro
- Cão de gado transmontano
- Cão do barrocal algarvio
- Cão fila de são miguel
- Perdigueiro português
- Podengo portugues; cerdoso och liso
- Portugisisk vattenhund (Cão de agua portugués)
- Rafeiro do alentejo (Alentejomastiff)

### Rumänien
- Ciobanesc romanesc carpatin
- Ciobanesc romanesc corb
- Ciobanesc romanesc de bucovina
- Ciobanesc romanesc mioritic

### Ryssland
- Anglo-russkaja gontjaja (Rysk fläckig stövare)
- Borzoi (Rysk vinthund)
- Burjat-mongolskij volkodav (Burjatvarghund), se Khotosho
- Chortaj
- Jakutskaja lajka
- Juzjnorusskaja ovtjarka (Sydrysk ovtjarka)
- Kavkazskaja ovtjarka (Kaukasisk ovtjarka)
- Khotosho (Burjat-mongolskij volkodav)
- Moskovskaja storozjevaja (Moskvavakthund)
- Moskvadvärgterrier, se Russkiy toy
- Olenegonnyj sjpits (Nenetskaja olenegonka lajka, Nenetsrenhund)
- Russkaja gontjaja (Rysk stövare)
- Russkaja ochotnitjija spaniel (Rysk jaktspaniel)
- Russkaja salonnaja sobaka
- Russkaja tsvetnaja bolonka
- Russkiy toy (Moskvadvärgterrier)
- Rysk-europeisk lajka
- Rysk svart terrier (Tjornyj terjer)
- Samojedhund
- Sjalajka (Sulimovhund)
- Sredneasiatskaja ovtjarka (Mellanasiatisk ovtjarka)
- Tjukotskaja jesdovaja
- Vostotjnoevropejskaja ovtjarka (Östeuropeisk ovtjarka)
- Västsibirisk lajka
- Östsibirisk lajka

### Schweiz
- Appenzeller sennenhund
- Berner sennenhund
- Continental bulldog
- Entlebucher sennenhund
- Grosser schweizer sennenhund
- Landseer (även Tyskland)
- Sankt bernhardshund; kort- och långhårig
- Schweiziska små stövare; berner, jura, luzerner och schwyzer
- Schweiziska stövare; berner, jura, luzerner och schwyzer
- Vit herdehund (Berger blanc suisse)

### Serbien
- Sarplaninac (Jugoslovenski ovcarski pas, även Nordmakedonien)
- Srpski gonič (Balkanski gonic, även Montenegro)
- Srpski pastirski pas (Serbisk herdehund)
- Srpski trobojni gonič

### Slovakien
- Ceskoslovenský vlciak (Tjeckoslovakisk varghund)
- Slovenský cuvac
- Slovenský hrubosrsty stavac (Ohar)
- Slovenský kopov
- Tatranský durič

### Slovenien
- Kraski ovcar

### Spanien
- Alano español
- Ca de bestiar (Perro de pastor mallorquín)
- Can de chira
- Can de palleiro
- Carea castellano-manchego
- Presa canario (Dogo canario)
- Dogo español
- Galgo español
- Gos d'atura català (Perro de pastor catalán, Katalansk vallhund)
- Gos rater valencià (Ratonero valenciano)
- Lobito herreño
- Maneto
- Majorero
- Mastin español (Spansk mastiff)
- Pachón navarro
- Perdiguero de burgos
- Perro de agua del cantábrico
- Perro de agua español (Spansk vattenhund)
- Perro de pastor garafiano
- Perro de pastor vasco (Euskal Artzain Txakurra)
- Perro dogo mallorquín (Ca de bou, Mallorcamastiff)
- Perro leonés de pastor (Carea leonés)
- Podenco andaluz
- Podenco canario
- Podenco ibicenco; korthårig och strävhårig
- Podenco orito español
- Podenco paternino
- Podenco valenciano (Xarnego valenciano)
- Podengo galego
- Dogo canario , se Presa canario
- Presa navarro
- Pyreneisk mastiff (Mastín del Pirineo)
- Ratonero bodeguero andaluz
- Ratonero palmero
- Sabueso español
- Valdueza

### Storbritannien
- Airedaleterrier
- Basset hound
- Beagle
- Bearded collie
- Bedlingtonterrier
- Border collie
- Borderterrier
- Bullmastiff
- Bullterrier
- Cairnterrier
- Cavalier king charles spaniel
- Chinese crested dog (Kinesisk nakenhund; även Kina); hairless och powder puff
- Clumber spaniel
- Cocker spaniel (Engelsk cocker spaniel)
- Collie; långhårig och korthårig
- Curly coated retriever
- Dandie dinmont terrier
- Engelsk bulldogg
- Engelsk setter
- Engelsk springer spaniel
- English toy terrier
- English Water Spaniel
- Field spaniel
- Flatcoated retriever
- Foxhound
- Foxterrier; släthårig och strävhårig
- Golden retriever
- Gordonsetter
- Greyhound
- Harrier
- King charles spaniel
- Labrador retriever
- Lakelandterrier
- Lancashire heeler
- Lucas Terrier
- Manchesterterrier
- Mastiff
- Miniatyrbullterrier
- Mops
- Norfolkterrier
- Norwichterrier
- Old english sheepdog
- Otterhound (Utterhund)
- Parson russell terrier
- Patterdale Terrier
- Pointer
- Sealyhamterrier
- Shetland sheepdog
- Skotsk hjorthund
- Skotsk terrier
- Skyeterrier
- Släthårig foxterrier
- Sporting Lucas Terrier
- Staffordshire bullterrier
- Strävhårig foxterrier
- Sussex spaniel
- Tweed Water Spaniel (utdöd)
- Welsh corgi cardigan
- Welsh corgi pembroke
- Welsh Hound
- Welsh springer spaniel
- Welshterrier
- West highland white terrier
- Whippet
- Yorkshireterrier

### Sverige
- Dalbohund (utdöd)
- Dansk-svensk gårdshund (även Danmark)
- Drever
- Gotlandsstövare
- Hamiltonstövare
- Hedehund
- Hälleforshund
- Jämthund
- Norrbottenspets
- Schillerstövare
- Smålandsstövare
- Svensk lapphund
- Svensk vit älghund
- Västgötaspets

### Tjeckien
- Cesky fousek
- Český horský pes
- Český strakatý pes
- Ceskyterrier
- Chodský pes (Böhmisk vallhund)
- Prazský krysarík

### Tyskland
- Affenpinscher
- Altdeutsche Hütehunde
- Bayersk viltspårhund
- Biewer terrier
- Boxer
- Bullenbeisser (utdöd)
- Deutsch stichelhaar (Stichelhaariger deutscher vorsteh)
- Deutsche bracke
- Dobermann
- Dvärgpinscher
- Dvärgschnauzer
- Därgspets, se Pomeranian
- Dvärgtax; korthårig, långhårig och strävhårig
- Eurasier
- Grand danois (Deutsche Dogge)
- Grosser münsterländer
- Grosspitz (Tysk spets / Grosspitz)
- Hannoveransk viltspårhund
- Hovawart
- Kanintax; korthårig, långhårig och strävhårig
- Keeshond (Tysk spets / Wolfspitz)
- Kleiner münsterländer
- Kleinspitz (Tysk spets / Kleinspitz)
- Korthårig vorsteh (Deutsch Kurzhaar)
- Kromfohrländer
- Landseer (även Schweiz)
- Leonberger
- Långhårig vorsteh (Deutsch Langhaar)
- Mittelspitz (Tysk spets / Mittelspitz)
- Münsterländer; grosser och kleiner
- Pinscher (Mellanpinscher, Deutscher Pinscher)
- Pomeranian (Tysk spets / Zwergspitz, Dvärgspets)
- Pudelpointer
- Riesenschnauzer
- Rottweiler
- Schafpudel
- Schnauzer (Mellanschnauzer)
- Strävhårig vorsteh (Deutsch Drahthaar)
- Tax; korthårig, långhårig och strävhårig
- Tysk jaktterrier (Deutscher Jagdterrier)
- Tysk schäferhund; normalhårig och långhårig
- Tysk spets; grosspitz, kleinspitz, mittelspitz, keeshond (wolfspitz) och pomeranian (zwergspitz / dvärgspets)
- Vorsteh, se kort- (Deutsch Kurzhaar), lång- (Deutsch Langhaar) och strävhårig vorsteh (Deutsch Drahthaar)
- Wachtelhund
- Weimaraner
- Westfalenterrier
- Westfälische dachsbracke
- Wolfspitz, se Keeshond
- Zwergspitz, se Pomeranian

### Ukraina
- Odis

### Ungern
- Erdélyi kopó
- Komondor
- Kuvasz
- Magyar agar (Ungersk vinthund)
- Mudi
- Puli
- Pumi
- Ungersk vizsla; kort- och strävhårig

### Österrike
- Alpenländische dachsbracke
- Brandlbracke (vieräugl)
- Steirische rauhhaarbracke
- Tiroler bracke
- Österreichischer pinscher (Österreichischer kurzhaariger pinscher)

## Nordamerika

### Grönland
- Grönlandshund

### Guatemala
- Dogo guatemalteco

### Kanada
- Canadian eskimo dog
- Coydog
- Newfoundlandshund
- Nova scotia duck tolling retriever
- St. John's Dog (utdöd)

### Kuba
- Bichon havanais (Bichon havanese; egentligen västra medelhavsregionen)

### Mexiko
- Calupoh
- Chihuahua; kort- och långhårig
- Coydog
- Xoloitzcuintle (Mexikansk nakenhund); liten, mellan och stor

### USA
- Alaskan Klee Kai
- Alaskan malamute
- American akita (Great japanese dog)
- American Bulldog
- American Bully
- American English Coonhound
- American eskimo dog
- American Exhibition Bully
- American hairless terrier
- American Leopard Hound
- American foxhound
- American staffordshire terrier
- American toy fox terrier
- American water spaniel (Amerikansk vattenspaniel)
- Amerikansk cocker spaniel
- Amerikansk pitbullterrier
- Australian shepherd
- Black and tan coonhound
- Black Mouth Cur
- Blue Lacy
- Bluetick coonhound
- Bostonterrier
- Boykin Spaniel
- Carolina Dog
- Catahoula Leopard Dog
- Chesapeake bay retriever
- Chinook
- Coydog
- English Shepherd
- Mi-Ki
- Miniature american shepherd
- Mountain Cur
- Mountain Feist
- Multi-Colored Poodle (Chien pluricolore à poil frisé)
- Nya Guineas sjungande hund (även Indonesien och Papua Nya Guinea)
- Olde English Bulldogge
- Plott
- Rat terrier
- Redbone Coonhound
- Siberian husky
- Silken Windhound
- Silken Windsprite
- Stephens' Cur
- Teddy Roosevelt Terrier
- Treeing Cur
- Treeing Feist
- Treeing Tennessee Brindle
- Treeing walker coonhound

## Oceanien

### Australien
- Australasian Bosdog
- Australian cattledog
- Australian kelpie
- Australian stumpy tail cattle dog
- Australisk terrier
- Dingo
- Jack russell terrier
- Murray River Retriever
- Silky terrier (Australian Silky Terrier)
- Tenterfield terrier
- Working kelpie

### Nya Zeeland
- Huntaway

### Papua Nya Guinea
- Nya Guineas sjungande hund (även Indonesien och USA)

## Sydamerika

### Argentina
- Dogo argentino
- Perro pampa argentino
- Perro pila argentino

### Brasilien
- Buldogue campeiro
- Buldogue serrano
- Dogue brasileiro
- Fila brasileiro
- Ovelheiro gaúcho
- Pastor da Mantiqueira (Policialzinho)
- Podengo crioulo (Podengo brasileiro)
- Rastreador brasileiro (Urrador brasileiro)
- Terrier brasileiro
- Veadeiro nacional
- Veadeiro pampeano

### Chile
- Ovejero magallánico
- Terrier chileno

### Colombia
- Sabueso fino colombiano

### Peru
- Perro sin pelo del perú (Peruansk nakenhund); liten, mellan och stor

### Uruguay
- Cimarrón uruguayo

### Venezuela
- Mucuchíes